# Jeremy Vennell
Jeremy Raymond Vennell (Auckland, 10 de juny de 1980) va ser un ciclista neozelandès, que fou professional del 2005 fins al 2013. En el seu palmarès destaca el campionat nacionals en contrarellotge de 2009.

## Palmarès
- 2005
  - Vencedor d'una etapa al Tour de Southland
- 2007
  - Vencedor de 2 etapes al Tour de Southland
- 2009
  -  Campió de Nova Zelanda en contrarellotge
  - Vencedor d'una etapa al Tour de Wellington
- 2010
  - 1r al Sea Otter Classic en critèrium
  - Vencedor d'una etapa al Fitchburg Longsjo Classic
- 2012
  - 1r al REV Classic